# Ratnapuri
Ratnapuri – nepalska wieś w dystrykcie Bara, w strefie Narajani, w południowej części kraju. 
W 1991 roku, zgodnie z danymi Nepalskiego Urzędu Statystycznego, wieś liczyła 6463 mieszkańców i 1167 gospodarstw.
W miejscowości urodził się Ram Bahadur Bomjon, chłopiec ogłoszony Małym Buddą.